# Равео
Равѐо (на италиански: Raveo; на фриулски: Raviei, Равией) е село и община в Северна Италия, провинция Удине, автономен регион Фриули-Венеция Джулия. Разположено е на 518 m надморска височина. Населението на общината е 507 души (към 2010 г.).